# Dendrobium crocatum
Dendrobium crocatum är en orkidéart som beskrevs av Joseph Dalton Hooker. Dendrobium crocatum ingår i släktet Dendrobium, och familjen orkidéer. Inga underarter finns listade i Catalogue of Life.